# Scaphochlamys gracilipes
Scaphochlamys gracilipes är en enhjärtbladig växtart som först beskrevs av Karl Moritz Schumann, och fick sitt nu gällande namn av S.Sakai och Hidetoshi Nagamasu. Scaphochlamys gracilipes ingår i släktet Scaphochlamys och familjen Zingiberaceae. Inga underarter finns listade i Catalogue of Life.